# Mikko Hirvonen
Mikko Hirvonen (n. 31 iulie 1980, Kannonkoski) este un pilot de raliuri finlandez care în prezent evoluează pentru echipa Citroën Total World Rally Team în Campionatul Mondial de Raliuri. El s-a clasat al treilea în clasamentul piloților și a ajutat echipa Ford să obțină titlul la constructori atât în 2006 cât și în 2007. În 2008, 2009, 2011 și 2012 el a devenit vice-campion, finisând de fiece dată în spatele lui Sébastien Loeb. Co-pilotul lui Hirvonen este Jarmo Lehtinen, începând din 2003 până în prezent.

## Victorii în WRC

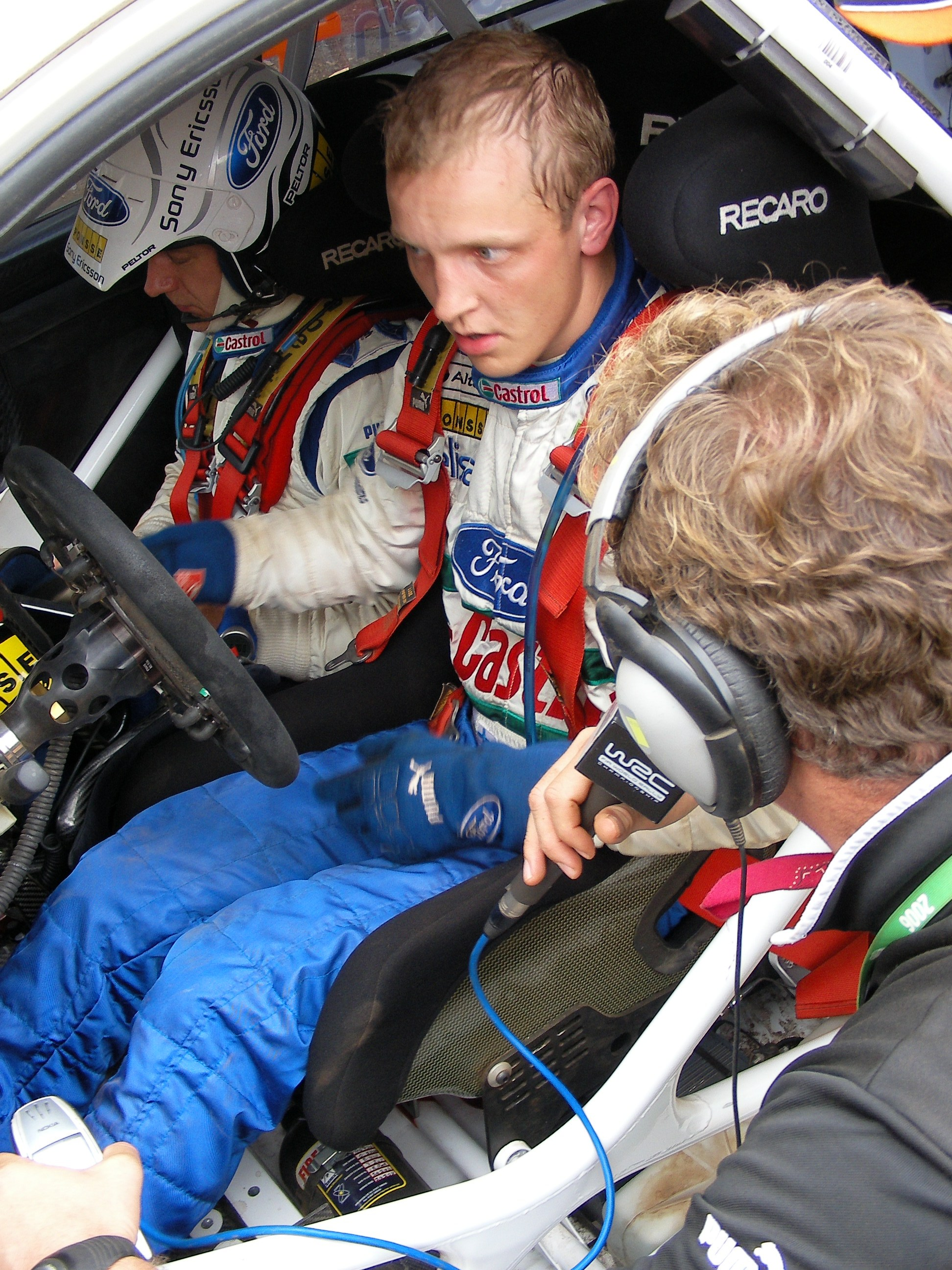
Hirvonen before his first win in Australia.

| Nr. | Raliu                             | Sezon | Co-pilot       | Bolid                |
| --- | --------------------------------- | ----- | -------------- | -------------------- |
| 1   | 19th Telstra Rally Australia      | 2006  | Jarmo Lehtinen | Ford Focus RS WRC 06 |
| 2   | 2nd Rally Norway                  | 2007  | Jarmo Lehtinen | Ford Focus RS WRC 06 |
| 3   | 4th Rally Japan                   | 2007  | Jarmo Lehtinen | Ford Focus RS WRC 07 |
| 4   | 63rd Wales Rally of Great Britain | 2007  | Jarmo Lehtinen | Ford Focus RS WRC 07 |
| 5   | 26th Jordan Rally                 | 2008  | Jarmo Lehtinen | Ford Focus RS WRC 07 |
| 6   | 9th Rally of Turkey               | 2008  | Jarmo Lehtinen | Ford Focus RS WRC 07 |
| 7   | 5th Rally Japan                   | 2008  | Jarmo Lehtinen | Ford Focus RS WRC 08 |
| 8   | 56th Acropolis Rally of Greece    | 2009  | Jarmo Lehtinen | Ford Focus RS WRC 09 |
| 9   | 66th Rally of Poland              | 2009  | Jarmo Lehtinen | Ford Focus RS WRC 09 |
| 10  | 59th Neste Oil Rally Finland      | 2009  | Jarmo Lehtinen | Ford Focus RS WRC 09 |
| 11  | 20th Repco Rally Australia        | 2009  | Jarmo Lehtinen | Ford Focus RS WRC 09 |
| 12  | 58th Rally Sweden                 | 2010  | Jarmo Lehtinen | Ford Focus RS WRC 09 |
| 13  | 59th Rally Sweden                 | 2011  | Jarmo Lehtinen | Ford Fiesta RS WRC   |
| 14  | 21st Rally Australia              | 2011  | Jarmo Lehtinen | Ford Fiesta RS WRC   |
| 15  | 9º Rally d'Italia Sardegna        | 2012  | Jarmo Lehtinen | Citroën DS3 WRC      |

## Victorii în IRC
| Nr. | Raliu                                  | Sezon | Co-pilot       | Bolid             |
| --- | -------------------------------------- | ----- | -------------- | ----------------- |
| 1   | 78ème Rallye Automobile de Monte-Carlo | 2010  | Jarmo Lehtinen | Ford Fiesta S2000 |

## Rezultate în WRC
| An   | Entrant                                  | Bolid                 | 1       | 2       | 3       | 4       | 5       | 6       | 7       | 8       | 9       | 10    | 11      | 12     | 13      | 14      | 15    | 16      | WDC  | Puncte |
| ---- | ---------------------------------------- | --------------------- | ------- | ------- | ------- | ------- | ------- | ------- | ------- | ------- | ------- | ----- | ------- | ------ | ------- | ------- | ----- | ------- | ---- | ------ |
| 2002 | Mikko Hirvonen                           | Renault Clio S1600    | MON     | SWE     | FRA     | ESP     | CYP     | ARG     | GRC     | KEN     | FIN 21  | GER   | ITA Ret | NZL    | AUS     |         |       |         | NC   | 0      |
| 2002 | Mikko Hirvonen                           | Subaru Impreza WRC    |         |         |         |         |         |         |         |         |         |       |         |        |         | GBR Ret |       |         | NC   | 0      |
| 2003 | Ford Motor Co                            | Ford Focus RS WRC 02  | MON Ret | SWE 11  | TUR Ret |         | ARG 16  | GRC Ret | CYP 6   | GER 13  | FIN Ret | AUS 9 |         |        |         | GBR Ret |       |         | 16th | 3      |
| 2003 | Ford Motor Co                            | Ford Focus RS WRC 03  |         |         |         | NZL 10  |         |         |         |         |         |       | ITA Ret | FRA 10 | ESP 14  |         |       |         | 16th | 3      |
| 2004 | 555 Subaru World Rally Team              | Subaru Impreza WRC 03 | MON Ret | SWE 9   |         |         |         |         |         |         |         |       |         |        |         |         |       |         | 7th  | 29     |
| 2004 | 555 Subaru World Rally Team              | Subaru Impreza WRC 04 |         |         | MEX 5   | NZL 7   | CYP 5   | GRC Ret | TUR 6   | ARG 4   | FIN Ret | GER 8 | JPN 7   | GBR 7  | ITA Ret | FRA 10  | ESP 8 | AUS 4   | 7th  | 29     |
| 2005 | Mikko Hirvonen                           | Ford Focus RS WRC 03  | MON     | SWE Ret | MEX     | NZL     | ITA Ret | CYP     | TUR     | GRC 5   | ARG     |       | GER     | GBR    |         | FRA     | ESP 3 | AUS     | 10th | 14     |
| 2005 | BP Ford World Rally Team                 | Ford Focus RS WRC 04  |         |         |         |         |         |         |         |         |         | FIN 5 |         |        |         |         |       |         | 10th | 14     |
| 2005 | Škoda Motorsport                         | Škoda Fabia WRC       |         |         |         |         |         |         |         |         |         |       |         |        | JPN Ret |         |       |         | 10th | 14     |
| 2006 | BP Ford World Rally Team                 | Ford Focus RS WRC 06  | MON 7   | SWE 12  | MEX 14  | ESP 9   | FRA 4   | ARG Ret | ITA 2   | GRC 3   | GER 9   | FIN 3 | JPN 3   | CYP 3  | TUR 2   | AUS 1   | NZL 2 | GBR Ret | 3rd  | 65     |
| 2007 | BP Ford World Rally Team                 | Ford Focus RS WRC 06  | MON 5   | SWE 3   | NOR 1   | MEX 3   | POR 5   | ARG 3   | ITA 2   | GRC 4   |         |       |         |        |         |         |       |         | 3rd  | 99     |
| 2007 | BP Ford World Rally Team                 | Ford Focus RS WRC 07  |         |         |         |         |         |         |         |         | FIN 2   | GER 3 | NZL 3   | ESP 4  | FRA 13  | JPN 1   | IRE 4 | GBR 1   | 3rd  | 99     |
| 2008 | BP Ford Abu Dhabi World Rally Team       | Ford Focus RS WRC 07  | MON 2   | SWE 2   | MEX 4   | ARG 5   | JOR 1   | ITA 2   | GRC 3   | TUR 1   | FIN 2   |       |         |        |         |         |       |         | 2nd  | 103    |
| 2008 | BP Ford Abu Dhabi World Rally Team       | Ford Focus RS WRC 08  |         |         |         |         |         |         |         |         |         | GER 4 | NZL 3   | ESP 3  | FRA 2   | JPN 1   | GBR 8 |         | 2nd  | 103    |
| 2009 | BP Ford Abu Dhabi World Rally Team       | Ford Focus RS WRC 08  | IRE 3   | NOR 2   | CYP 2   | POR 2   | ARG Ret |         |         |         |         |       |         |        |         |         |       |         | 2nd  | 92     |
| 2009 | BP Ford Abu Dhabi World Rally Team       | Ford Focus RS WRC 09  |         |         |         |         |         | ITA 2   | GRE 1   | POL 1   | FIN 1   | AUS 1 | ESP 3   | GBR 2  |         |         |       |         | 2nd  | 92     |
| 2010 | BP Ford Abu Dhabi World Rally Team       | Ford Focus RS WRC 09  | SWE 1   | MEX 4   | JOR 20  | TUR 3   | NZL 4   | POR 4   | BUL 5   | FIN Ret | GER Ret | JPN 6 | FRA 5   | ESP 5  | GBR 4   |         |       |         | 6th  | 126    |
| 2011 | Ford Abu Dhabi World Rally Team          | Ford Fiesta RS WRC    | SWE 1   | MEX 2   | POR 4   | JOR 4   | ITA 2   | ARG 2   | GRE 3   | FIN 4   | GER 4   | AUS 1 | FRA 3   | ESP 2  | GBR Ret |         |       |         | 2nd  | 214    |
| 2012 | Citroën Total World Rally Team           | Citroën DS3 WRC       | MON 4   | SWE 2   | MEX 2   | POR DSQ | ARG 2   | GRE 2   | NZL 2   | FIN 2   | GER 3   | GBR 5 | FRA 3   | ITA 1  | ESP 3   |         |       |         | 2nd  | 213    |
| 2013 | Citroën Total Abu Dhabi World Rally Team | Citroën DS3 WRC       | MON 4   | SWE 17  | MEX 2   | POR 2   | ARG 6   | GRE 8   | ITA Ret | FIN 4   | GER 3   | AUS 3 | FRA 6   | ESP 3  | GBR Ret |         |       |         | 4th  | 126    |
| 2014 | M-Sport WRT                              | Ford Fiesta RS WRC    | MON Ret | SWE 4   | MEX 8   | POR 2   | ARG 9   | ITA Ret | POL 4   | FIN 5   | GER 5   | AUS 5 | FRA 5   | ESP 3  | GBR 2   |         |       |         | 4th  | 126    |

## Rezultate în IRC
| An   | Entrant      | Bolid             | 1     | 2   | 3   | 4   | 5   | 6   | 7   | 8   | 9   | 10  | 11  | 12  | WDC  | Puncte |
| ---- | ------------ | ----------------- | ----- | --- | --- | --- | --- | --- | --- | --- | --- | --- | --- | --- | ---- | ------ |
| 2010 | M-Sport Ltd. | Ford Fiesta S2000 | MON 1 | BRA | ARG | CAN | ITA | BEL | AZO | MAD | CZE | ITA | SCO | CYP | 11th | 10     |

## Legături externe
- Official website Arhivat în 17 mai 2013, la Wayback Machine.
- BP Ford World Rally Team Arhivat în 5 noiembrie 2006, la Wayback Machine.
- M-Sport Ford WRC team website